# Racotis inconclusa
Racotis inconclusa là một loài bướm đêm trong họ Geometridae.